# Милдонян, Сусанна
Сусанна Милдонян (Susanna Mildonian; 2 июля 1940, Венеция — 7 октября 2022, Брюссельский столичный регион) — бельгийская арфистка  и музыкальный педагог.

## Биография
Родилась в семье итальянских армян. Училась в Венецианской консерватории у Маргериты Чиконьяри, затем в Парижской консерватории у Пьера Жаме. В 1959 году стала победительницей первого в истории международного конкурса арфистов — Международного конкурса арфистов в Израиле; затем выиграла также Международный конкурс исполнителей в Женеве (1964) и парижский Международный конкурс арфистов имени Марселя Турнье (1971). В дальнейшем обосновалась в Бельгии, на протяжении полутора десятилетий наряду с сольной карьерой играла в оркестре.
Записала концерты для арфы с оркестром Альберто Хинастеры и Эйтора Вилла-Лобоса, концерты для двух арф с оркестром Франсуа Жозефа Госсека и Жана Франсе (вместе с Катрин Мишель), концерт для скрипки и арфы с оркестром Луи Шпора (с Руджеро Риччи), его же сонаты для флейты и арфы (с Максансом Ларьё) и др. Переложила для арфы клавирную сонату ре минор Матео Альбениса.
На протяжении многих лет преподавала в Брюссельской консерватории, а также в Академии Киджи.
Умерла 7 октября 2022 года.